# كلية المجتمع بالقطيف
كلية المجتمع بالقطيف هي كلية للبنات، تقع في حي الناصرة، شمال محافظة القطيف، بالمنطقة الشرقية من المملكة العربية السعودية. تأسست كلية المجتمع عام 1423هـ وهي تابعة لجامعة الإمام عبد الرحمن بن فيصل. تصل سعة كلية المجتمع الاستيعابية إلى 250 طالبة. لا يوجد في كلية المجتمع سوى تخصصي دبلوم الحاسب الآلي ودبلوم إدارة أعمال بينما تدرس اللغة الإنجليزية، السكرتارية، إضافة للحاسب الآلي كمواد سنة تحضيرية.

## التأسيس
تأسست كلية المجتمع بالقطيف بمقتضى قرار مجلس الوزراء رقم (73) بتاريخ 5/3/1422هـ بتوصية من المجلس الاقتصادي رقم 4/22 وتاريخ 4/3/1422هـ؛ لتضاف إلى المنظومة العلمية بجامعة الإمام عبد الرحمن بن فيصل.

## التخصصات
مدة الدراسة في جميع تخصصات كلية المجتمع بالقطيف عامان دراسيان مسبوقان بسنة تحضيرية موحدة لجميع التخصصات، وتمنح الخريجة درجة دبلوم مشارك. يوجد بكلية المجتمع بالقطيف قسم الحاسب الآلي وقسم إدارة الأعمال. ويتضمن قسم الحاسب الآلي ثلاثة مسارات:
- تقنية المعلومات
- علوم الحاسب
- نظم المعلومات

والتي قد بدأ العمل بها في مطلع العام الجامعي 1434/1433هـ. كما افتتح قسم إدارة الأعمال خلال العام الجامعي 1435/1436هـ ويقدم أربع مسارات تخصصية، وهي كالتالي:
- استثمار
- تمويل
- تأمين
- إدارة إمداد

## الأنشطة والفعاليات اللاصفية

### من عبق الماضي نستلهم أفكارنا
هو اسم لمعرض تراثي يحاكي المهرجان الوطني للتراث والثقافة (الجنادرية)، يُقام سنوالمياً في مقر الكلية بالقطيف. يستعرض المعرض الأدوات القديمة والحرف التي كانت تمارس في الماضي، وغيرها من الحرف والأشكال بمشاركة 450 طالبة. المعرض مجهز بنصب الخيام وفرش السجاد وتتضمن أركانه ركن السليل (وهي عملية تجديل الخوص) والقفف (السلال المصنوعة من الخوص)، وركن الحنّاء، وركن الألعاب الشعبية، وركن الصوتيات وأركان الضيافة الشعبية.

## هيئة التدريس
تترأس عمادة كلية المجتمع بالقطيف د. حورية بنت محمد العتيبي. والقائمة الآتية تستعرض رؤساء وكالات الجامعة:
- وكالة شؤون الطالبات: هي وكالة تعتنى بخدمــة الطالبــات ورعايتهم، تترأسها فوزية بنت حمدان الشمري
- وكالة التدريب والتطوير
- وكالة الشؤون الأكاديمية: تترأسها عزة بنت إبراهيم الغامدي. وتتضمن وحدة القبول والتسجيل ووحدة الخريجين ووحدة التعليم الإلكتروني ووحدة الإرشاد الأكاديمي.
- وكالة الشؤون الإدارية والمالية

## وصلات خارجية
- صفحة كلية المجتمع بالقطيف على موقع جامعة الإمام عبد الرحمن بن فيصل.